# NGC 4112
NGC 4112 é uma galáxia espiral barrada (SBb) localizada na direcção da constelação de Centaurus. Possui uma declinação de -40° 12' 28" e uma ascensão recta de 12 horas, 07 minutos e 09,2 segundos.
A galáxia NGC 4112 foi descoberta em 2 de Março de 1835 por John Herschel.